# Yongshengyu
Yongshengyu (kinesiska: 永圣域, 永圣域乡) är en socken i Kina. Den ligger i den autonoma regionen Inre Mongoliet, i den norra delen av landet, omkring 41 kilometer sydväst om regionhuvudstaden Hohhot.
Genomsnittlig årsnederbörd är 630 millimeter. Den regnigaste månaden är juli, med i genomsnitt 178 mm nederbörd, och den torraste är januari, med 3 mm nederbörd.